# Molo w Gdyni Orłowie
Molo w Orłowie – drewniane molo znajdujące się w nadmorskiej, południowo-wschodniej dzielnicy Gdyni - Orłowie.

## Historia
Pierwszy niewielki pomost dla statków w Orłowie (wówczas: Adlershorst pod Sopotem) wybudowano w czasie I wojny światowej. Pełnił też funkcje spacerowe dla pobliskiego domu zdrojowego. Po rozbudowie w latach 20. XX w. (już w granicach II Rzeczypospolitej) molo spacerowe uzyskało długość 115 metrów i mogło już obsługiwać niewielkie jednostki pasażerskie. Z końcem lat 20., wraz ze wzrostem popularności Orłowa, zaznaczyła się konkurencja z pobliskim Sopotem (leżącym w granicach Wolnego Miasta Gdańska) i tak w 1934 roku molo przebudowano i rozbudowano w ciągu zaledwie dwóch miesięcy siłami Kompanii Szkolnej Batalionu Mostowego Wojska Polskiego z Modlina, przy użyciu najprostszych technik, z wykorzystaniem materiałów po rozbiórce drewnianego molo pasażerskiego w Gdyni (rozbiórka molo w Gdyni miała związek z budową w jego miejsce ziemnego Molo Południowego). Po rozbudowie orłowskie molo miało 430 metrów długości i było przystosowane do cumowania statków białej floty. W tym czasie, w celu podniesienia komfortu pobytu plażowiczów, zbudowano też nieopodal Łazienki. W czerwcu 1935 gminę Orłowo Morskie przyłączono do Gdyni jako dzielnicę Orłowo.
Zimą 1949 roku potężny sztorm zdewastował ponad połowę konstrukcji. W 1953 roku odremontowano pozostałą część molo. Obecnie ma ono 180 metrów.
Na przełomie 2006 i 2007 roku trwały kompleksowe prace remontowe. Przebudowa trwała dziesięć miesięcy i kosztowała 3,5 mln złotych. Prace sfinansował budżet miasta. Wykonano nową konstrukcję całego molo, a drewniane pale zostały wzmocnione stalowymi obręczami.
Na przełomie 2012 i 2013 roku rozebrano popadające w ruinę od lat 70. Łazienki. W czerwcu 2020 przeprowadzono przy molo prace konserwacyjne i naprawcze.
Nieopodal znajduje się Scena Letnia Teatru Miejskiego w Gdyni. Będąc na molo można podziwiać Klif Orłowski.